# Aeródromo de La Aramuaca
El Aeródromo de La Aramuaca (OACI: MSSM) es un aeródromo de aviación general que sirve a la ciudad de San Miguel en el departamento de San Miguel en El Salvador. La pista de aterrizaje está ubicada a 5 kilómetros al sureste de la ciudad.
El Aeropuerto Regional de San Miguel está ubicado a 800 metros al suroeste de la pista de aterrizaje de La Aramaucca.